# آشپزی بوروندیایی

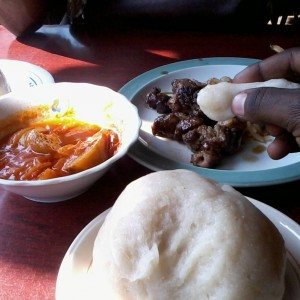
غذاهای یک وعده غذایی بوروندیای

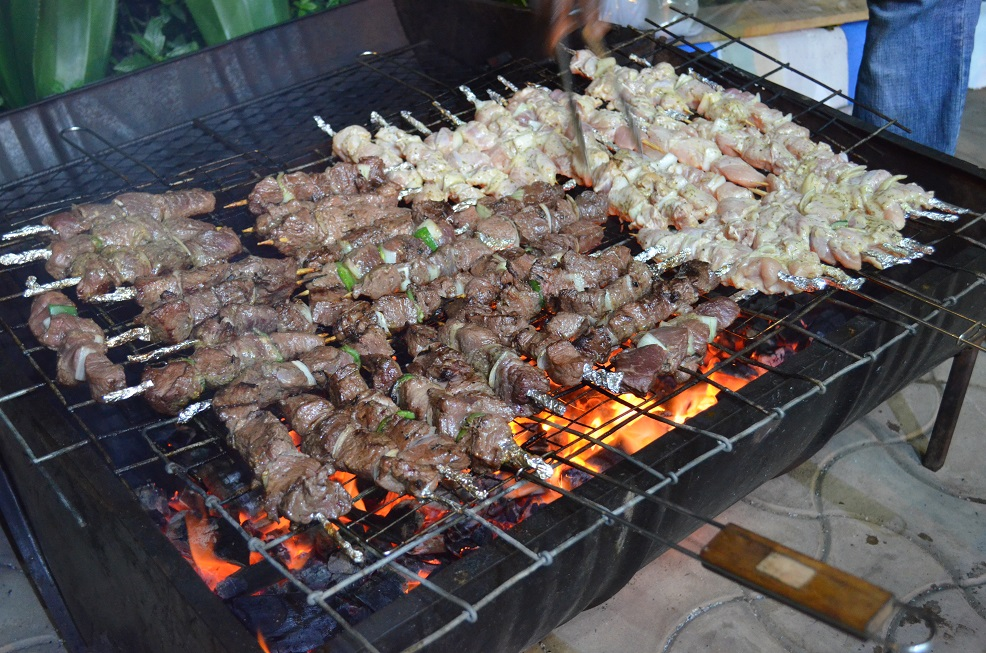
بروشت در بوروندی

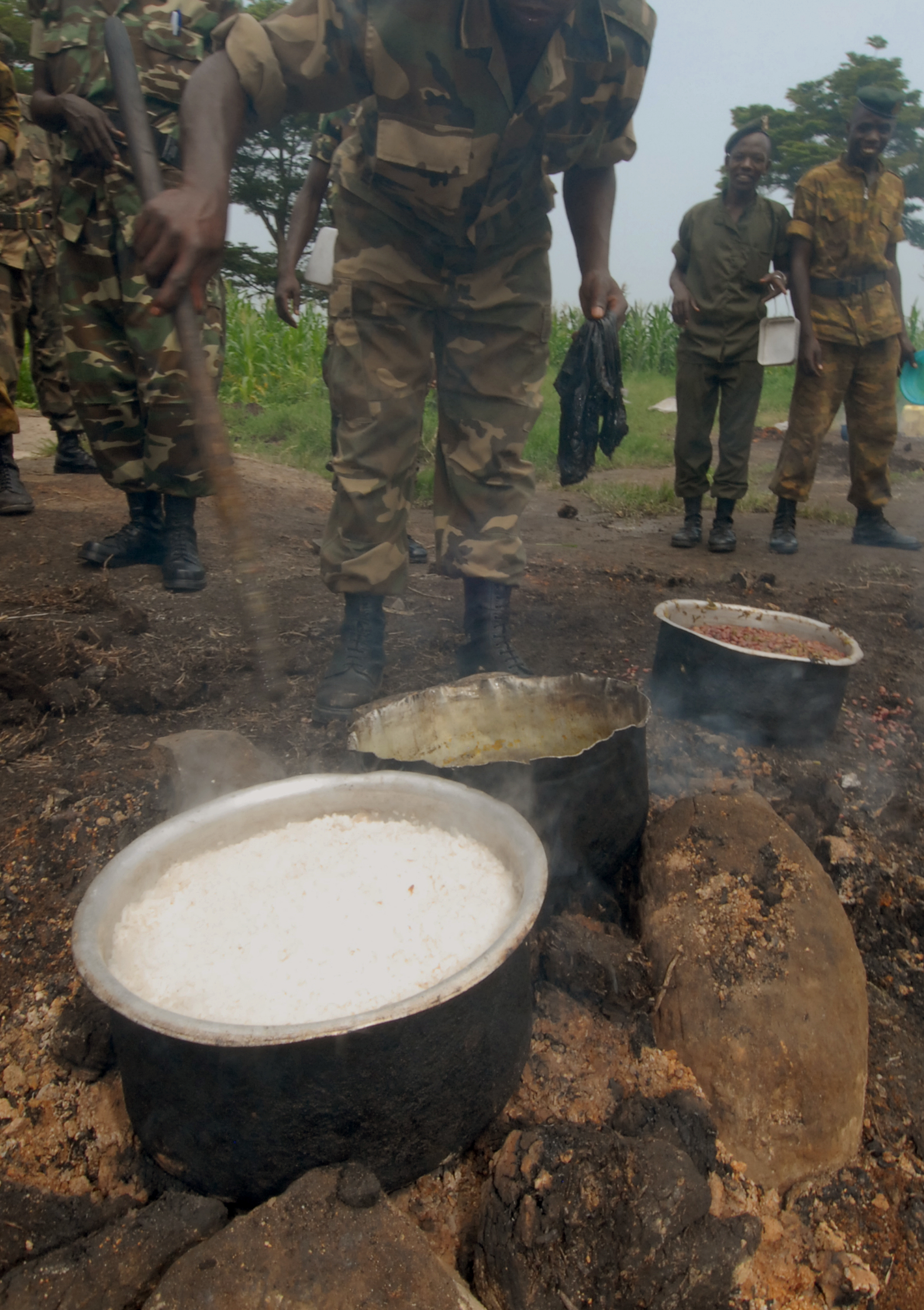
سربازان Bjumbura بوروندی در حال آشپزی در سوفوریا روی آتش

بوروندی در شرق آفریقا واقع شده است و دارای سرزمینی پر از کوه‌ها، ساوانا و مزارع کشاورزی است که در رودخانه‌ها و آب‌های اطراف آن جنگل‌ها وجود دارد. کشاورزی در ۸۰ درصد از سطح کشور گسترش یافته است و عمدتاً شامل محصولاتی چون قهوه، چای، ذرت، لوبیا و مانیوک است. آشپزی بوروندی همچنین شامل لوبیا است که اصلی‌ترین غذای بوروندی است، میوه‌های عجیب و غریب (عمدتاً موز)، پلانتین، سیب‌زمینی شیرین، کاساوا، نخود، ذرت و غلاتی مانند ذرت و گندم نیز در آن نقش دارند.
یکی از جنبه‌های اصلی بحث در مورد غذاهای بوروندی بر اساس شرایط اقتصادی کشور است: مردم بوروندی معمولاً غذاهای خانگی می‌خورند، از ظروف خانگی که برای نوشیدن، حمل آب و ذخیره غلات استفاده می‌کنند. امنیت غذایی همچنان یک مشکل بزرگ در بوروندی است.

## مواد تشکیل دهنده
بیشتر غذاهای بوروندی سوپ‌هایی هستند که شامل انواع مواد، ادویه‌ها و گیاهانی مانند فهرست پایین است:
- موز
- لوبیا
- کلم
- ذرت
- پلانتین
- سیب‌زمینی شیرین
- گوشت بز
- گوشت گوسفند
- ماهی
- پیاز
- روغن پالم
- فلفل
- نمک

## غذاهای مرسوم

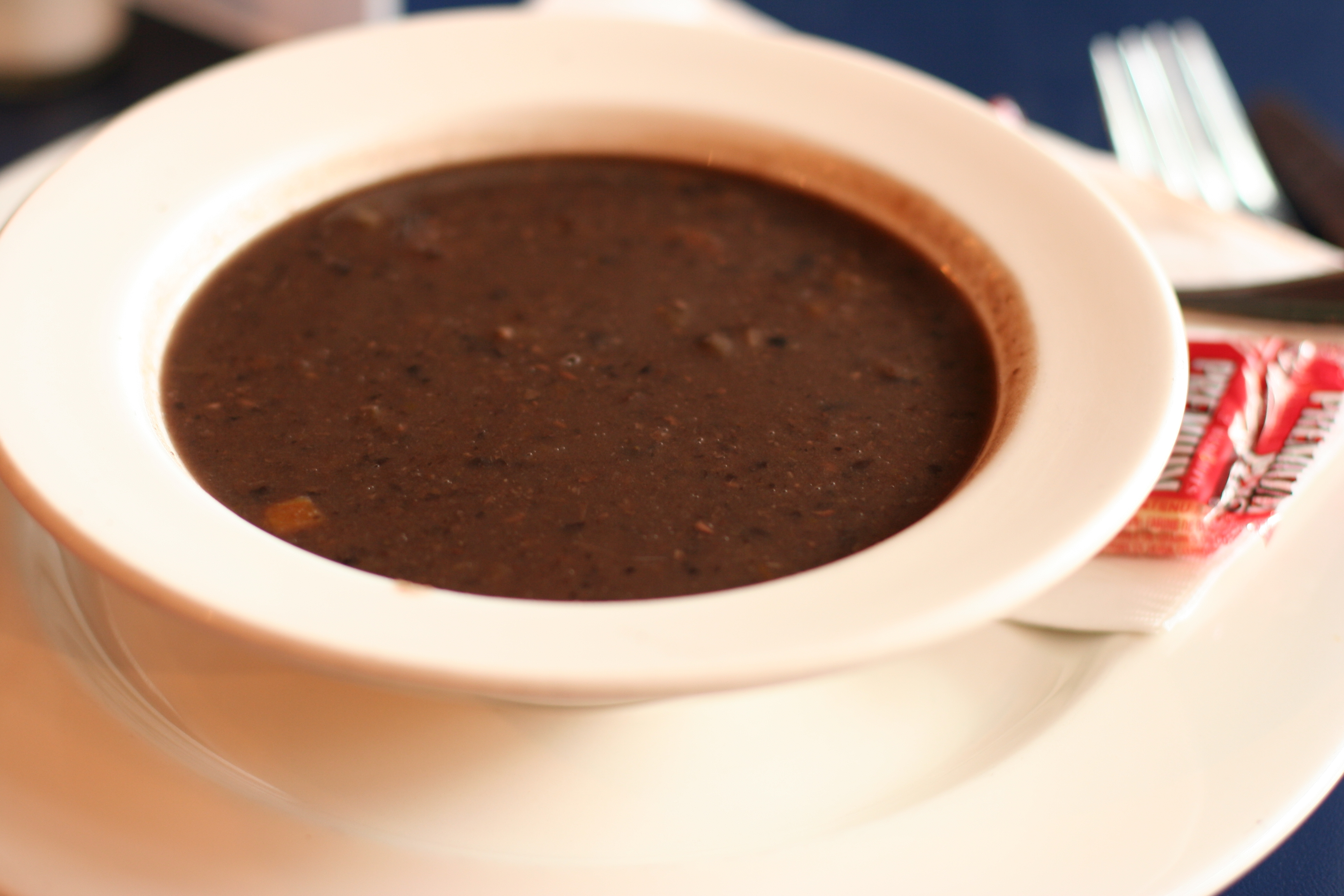
سوپ لوبیا. سوپ در غذاهای بوروندی رایج است.

- اوگالی - فرنی آرد ذرت یا کاساوا
- خورش کاری
- ماهاراگو - سوپ لوبیا
- Ibiharage - لوبیا سرخ شده
- لوبیا و موز
- سوپ لوبیا
- ماتورا و ماهو - نوعی سوسیس
- خرگوش‌های بوکو بوکو